# Quenaz
Quenaz (Hebreu: קְנָז) foi o nome de muitas pessoas apresentadas pela bíblia. De acordo com Gênesis 36:11, 15, 42, Quenaz foi filho de Elifaz e neto de Esaú. Ele foi um líder edomita. Podemos identificar este como sendo o primeiro a utilizar o nome Quenaz descrito na Bíblia.
Em Josué 15:17, Quenaz é o irmão mais novo de Calebe, e pai de Otniel, cuja família foi de suma importância para Israel no tempo do rei Davi. Alguns pensam que Otniel, e não Quenaz, foi irmão de Calebe (Juízes 1:13), mas, claramente em (Juízes 3:9) relata Quenaz como irmão mais novo de Calebe e pai de Otiniel. 
Em 1 Crônicas 4:15, Quenaz é neto de Calebe filho de Elá, este Elá é filho de Calebe.